# Ф'ялар
Ф'ялар (давньоскан. Fjalarr, дослівно «шахрай») — міфічний червоний півень, який є одним з трьох півнів, чий спів передрікає початок Рагнарока.

## Ім'я
Давньоскандинавське ім'я Fjalarr має значення «шахрай», «обманщик». В скандинавській міфології є інші постаті представленні ім'ям Ф'ялар. У Hávamál це ім'я є псевдонімом Ґуттунґа, у Skáldskaparmál ім'я Ф'ялар належить одному з гномів, які зробили мед поезії з крові Квасіра. Також, у Hárbarðsljóð, йотун, що обдурив Тора теж називається Ф'яларом.
Пітер Салюс та Пол Тейлор стверджують, що «з цих чотирьох, ймовірно, лише одного (гнома) насправді звуть Ф'ялар, півень і два велетні називаються Ф'яларами через їхню хитрість».